# قائمة اللادينيين الحاصلين على جائزة نوبل

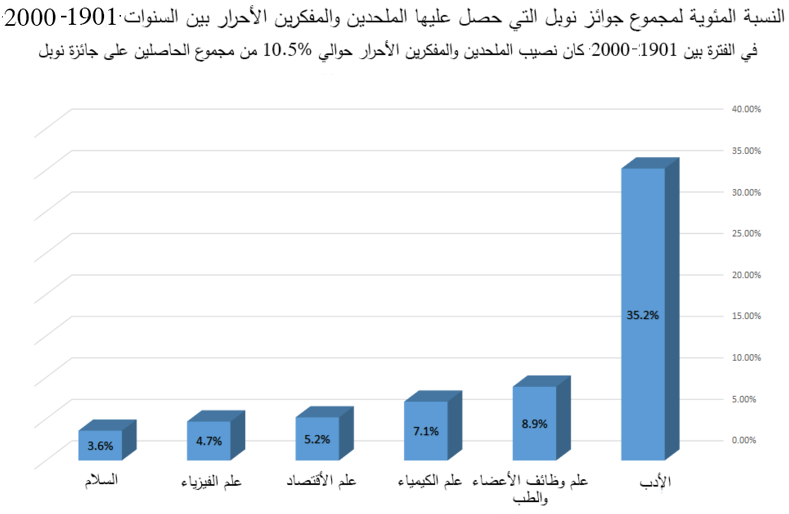
توزيع الملحدين والمنكرين لوجود الإله، والمفكرون الاحرار في جوائز نوبل بين عامي 1901-2000.

تضم هذه القائمة الحائزين على جائزة نوبل الذين يعتبرون من الملحدون، اللاأدريون ، المفكرون الأحرار أو اللادينيون أو الذين عرفوا عن أنفسهم بذلك في فترة ما من حياتهم. حسب إحدى الإحصائيات تشير أن جميع اللادينيون حصلوا على حوالي 10.5% من مجمل جوائر نوبل بين عام 1901 وعام 2000، وحوالي 35% من مجمل الحائزين على جائزة نوبل في الأدب. ووفقاً لنفس الإحصائيات قد فاز من الملحدون، واللاأدريون، والمفكرون الأحرار على حوالي 8.9% من مجمل الجوائز في مجال الطب، وحوالي 7.1% في مجال الكيمياء، وحوالي 5.2% في مجال الاقتصاد، وحوالي 4.7% في مجال الفيزياء، وحوالي 3.6% في مجال السلام. ولقد كان ألفريد نوبل نفسه ملحد في فترة ما من حياته. وجدت دراسة أخرى قامت بها جامعة نبراسكا- لينكون عام 1998 أنَ حوالي 16% من الحاصلين على جائزة نوبل في الفيزياء هم من خلفيَّة لادينية (بين الأعوام 1901-1990).

## الكيمياء

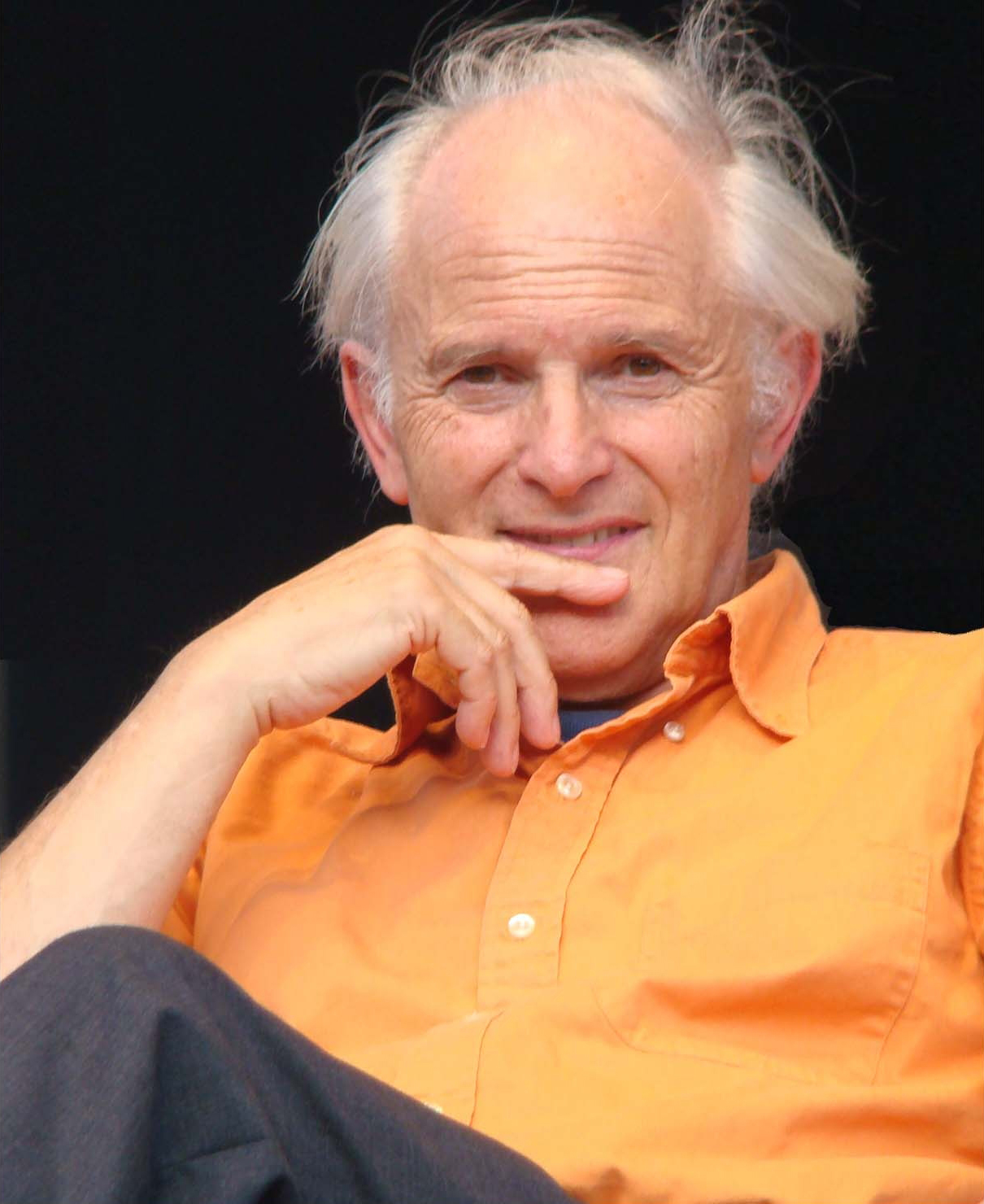
هارولد كروتو.

- سفانت أرهنيوس[7]
- بول بوير[8]
- فردريك جوليو-كوري[9]
- إيرين جوليو-كوري[10]
- ريتشارد إرنست[11]
- هيربرت هاوبتمان[12]
- رولد هوفمان [13]
- هارولد كروتو[14]
- جان ماري لين[15]
- بيتر ميتشل [16]
- جورج أولاه[17]
- فيلهلم أوستفالد[18]
- لينوس باولنغ[19]:336[20]
- ماكس بيروتس[21][22]
- فردريك سانغر[23]
- مايكل سميث[24]
- هارولد يوري[25]

## الاقتصاد
- ميلتون فريدمان[26]
- جون هارساني
- فريدريش فون هايك[27]
- جون فوربس ناش[28]
- أمارتيا سن[29]

## الأدب

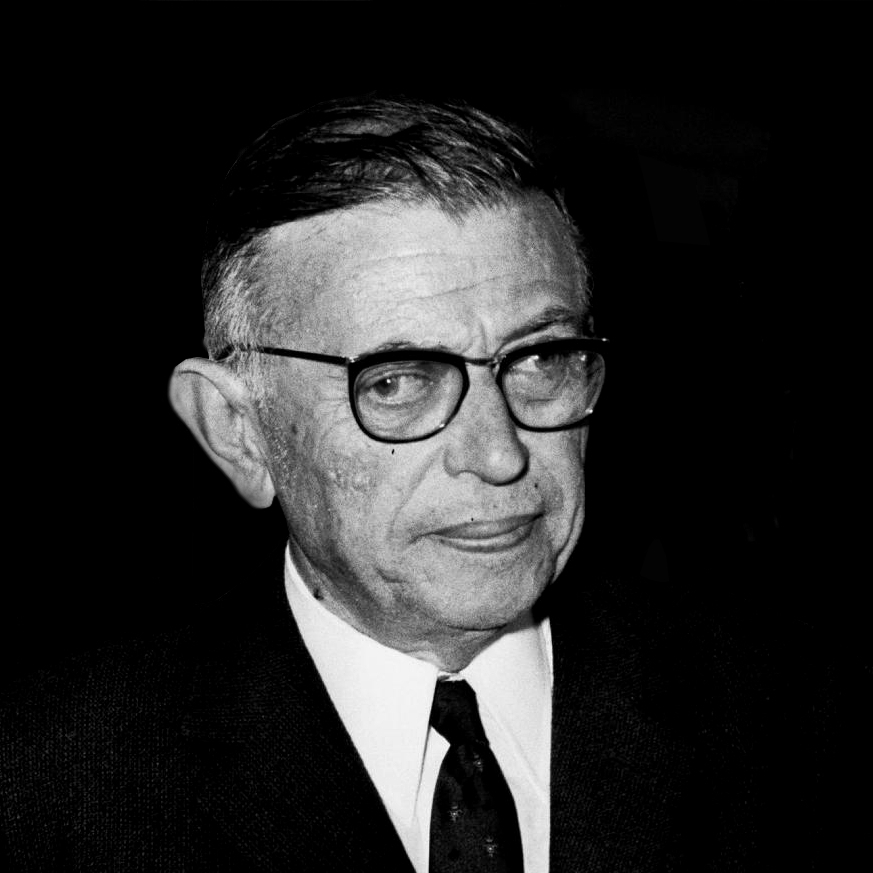
جان بول سارتر.

- صمويل بيكيت (1969)[30]
- بيورنستيارنه بيورنسون (1913)[31]
- بيرل باك (1938)[32]:58
- ألبير كامو[33]
- أناتول فرانس[34]
- جون غلزورثي (1932)[35]
- داريو فو[36]
- نادين غورديمير[37]
- جاو كسينغجيان[38]
- بابلو نيرودا[39]
- أوجين أونيل[32]:125[40]
- بيرتراند راسل[19]:27
- جورج برنارد شو[32]:125
- جان بول سارتر[41]
- وولي سوينكا.[42][43]
- جون ستاينبيك[44][45]
- جوزيه ساراماغو[46]

## السلام
- نورمان إنجيل (1933)[47]
- كلاس بونتس ارنولدسون (1908)[32]:151
- ميخائيل غورباتشوف[48]
- لينوس باولنغ[19]:336[20]
- أندريه ساخاروف[49][50][51]
- إيلي فيزيل[52]

## الفيزياء

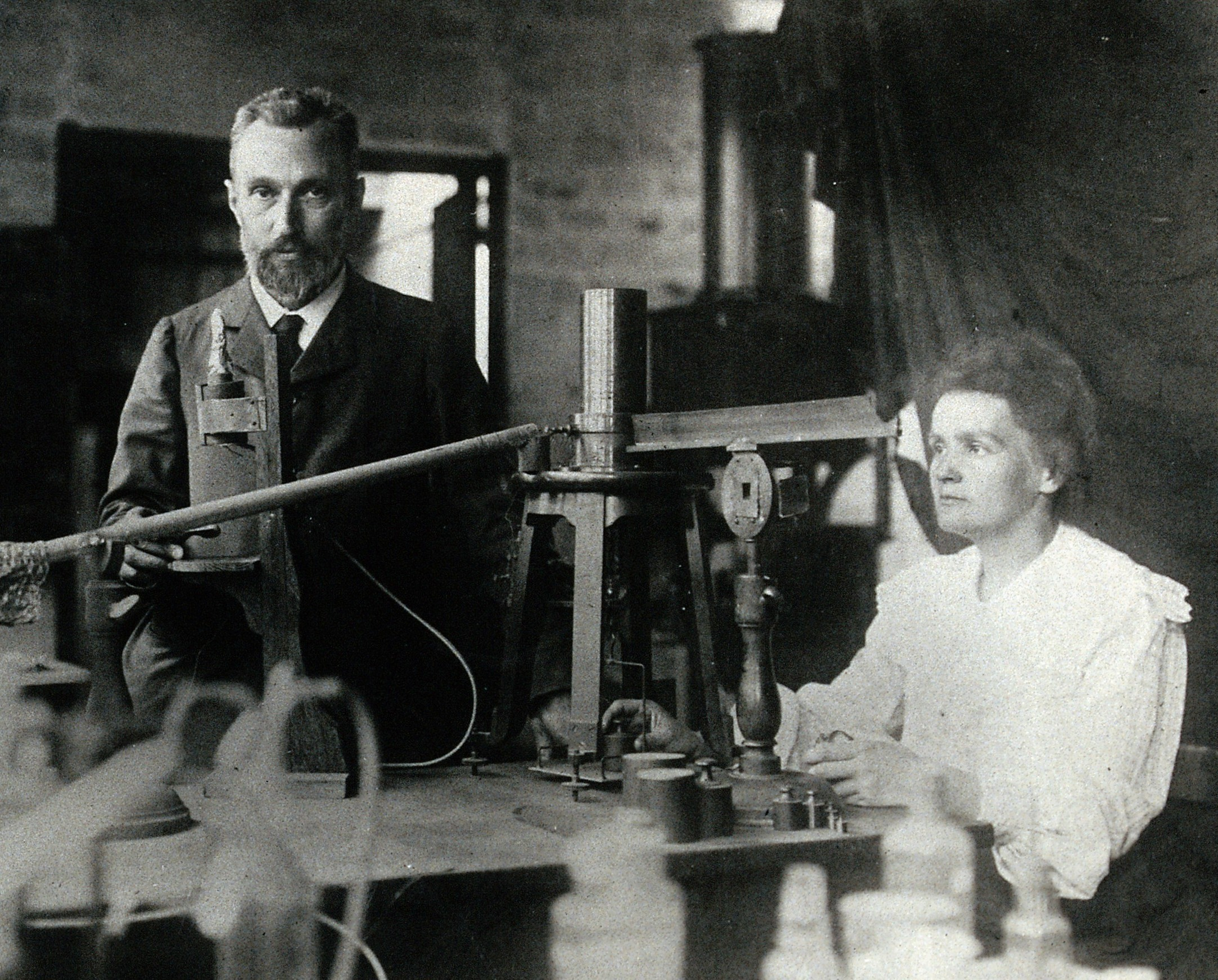
بيار كوري وماري كوري.

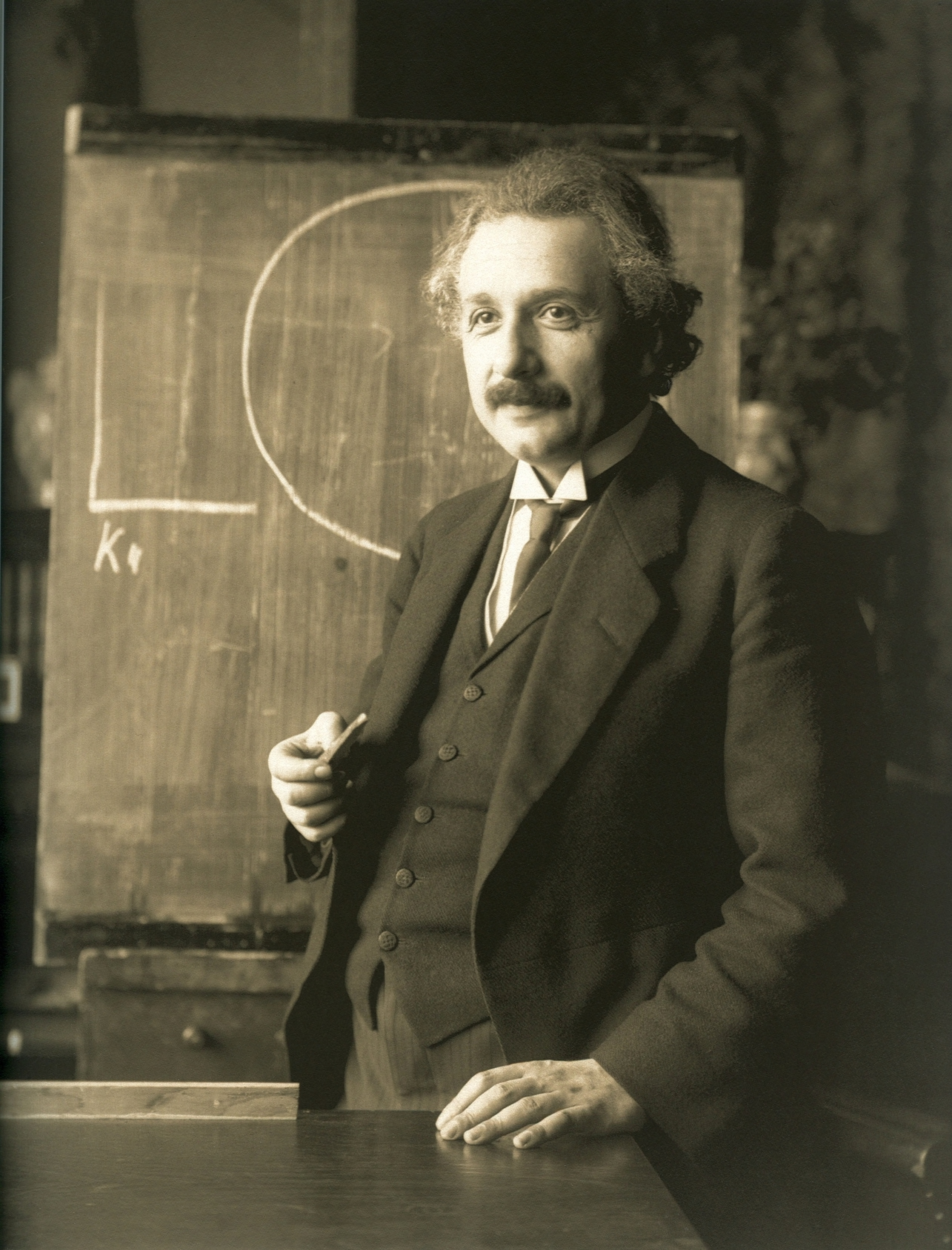
البرت اينشتاين.

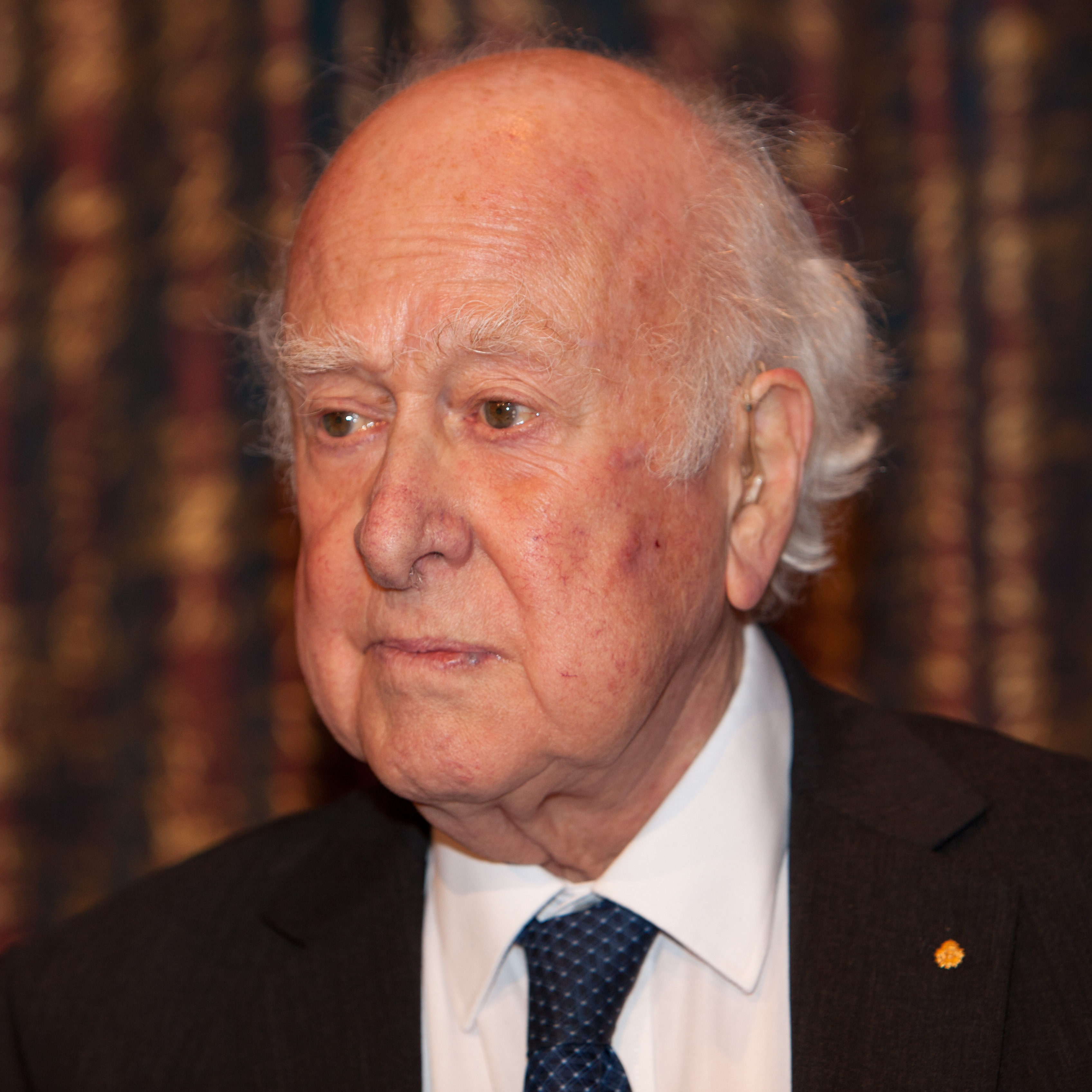
بيتر هيغز.

- زوريس ألفيروف[53][54]
- هانز ألففين[55][56]
- فيليب أندرسون[2][57]
- جون باردين[2]
- هانز بيته[2][58]
- باتريك بلاكيت[59]
- نيكولاس بلومبرجن[11]
- نيلز بور[2][60][61][62]
- بيرسي ويليامز بريجمان[63][64][65]
- لويس دي بروي[2]
- جيمس تشادويك[66]
- سابرامانين تشاندراسخار[2][67]
- ماري كوري[2]
- بيار كوري[2]
- بول ديراك[2][19]:325[68]
- ألبرت أنيشتاين[2][69]
- إنريكو فيرمي[2]
- ريتشارد فاينمان[2][19]:328[70]
- فال فيتش[71]
- جيمس فرانك[72]
- دنيس غابور[73][74]
- موري جيلمان[75]
- فيتالي غينزبورغ[76]
- روي ج. غلاوبر[11]
- بيتر هيغز[77]
- جيرارت هوفت[78][79]
- هربرت كرومر[80]
- ليف لانداو[2][81]
- ليون ليدرمان[82][83]
- ألبرت ميكلسون[84]
- كونستانتين نوفوسيلوف[85]
- جن بيرين[86]
- أيزيدور اسحق رابي[2]
- تشاندراسيخارا رامان[2]
- ويليام شوكلي[2][19]:339
- إرفين شرودنغر[2][87][88]
- جاك شتاينبرجر[89][90]
- إيجور تام[91][92]
- يوهانس ديديريك فان دير فالس[2]
- يوجين ويغنر[2]
- ستيفن واينبرج[2][19]:342[93]
- تشين يانج[94]

## علم وظائف الأعضاء أو الطب

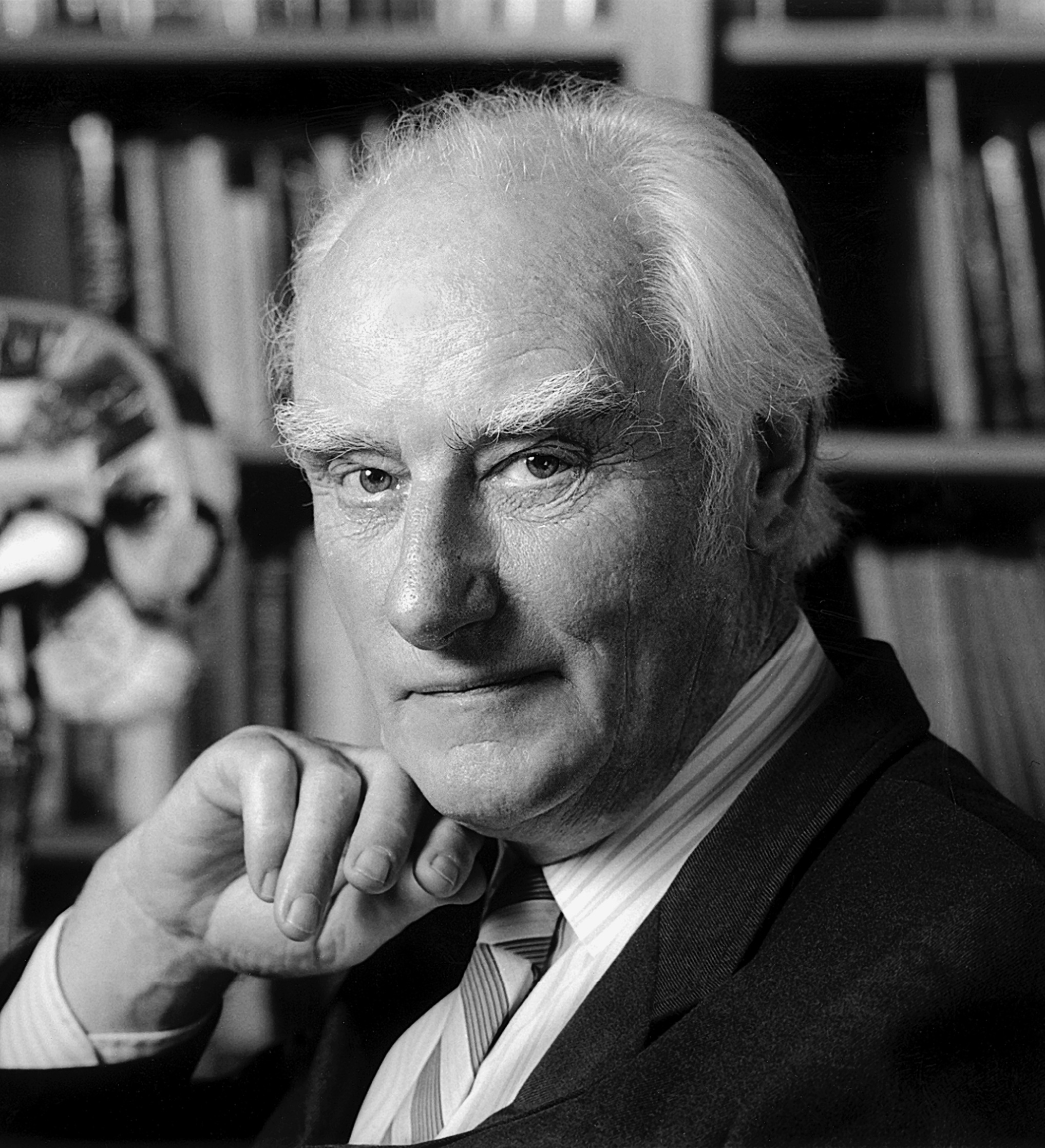
فرنسيس كريك.

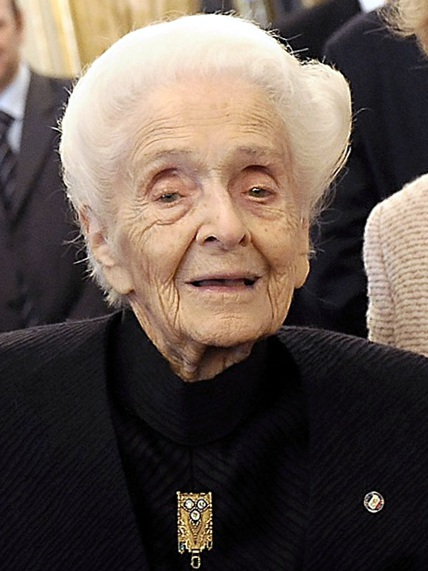
ريتا ليفي مونتالشيني.

- يوليوس أكسلرود[19]:322[95]
- روبرت باراني (1914)[96]
- جون مايكل بيشوب[97]
- فرنسيس كريك[98][99][100][101][102]
- ماكس دلبروك[103][104]
- كريستيان دو دوف[105]
- هوارد فلوري[106]
- كاميلو غولجي[107]
- فريدريك هوبكنس[108]
- أندرو هكسلي[109]
- فرنسوا جاكوب[110]
- بيتر مدور[111]
- جاك مونو[112]
- توماس مورغان [113]
- هربرت مولر[114]
- إيليا ميتشنيكوف[115]
- ريتا ليفي مونتالشيني[116]
- هرمان مولر[19]:334
- بول نرس[117]
- إيفان بافلوف[118]
- ريتشارد روبرتس [119]
- جون سالستون[120][121]
- ألبرت ناجيرابولت[122]
- نيكولاس تينبرغن[123]
- جيمس واتسون[124]

## روابط خارجية
- صفحة اللادينيون المشاهير